# دانشگاه کارل
دانشگاه کارل (دانشگاه چارلز) در پراگ، قدیمی‌ترین و بزرگ‌ترین دانشگاه جمهوری چک است که در سال ۱۳۴۸ میلادی پایه‌گذاری شد. آلبرت اینشتین مدتی در این دانشگاه فعالیت می‌کرد.

## رنکینگ
در رتبه‌بندی دانشگاه‌های جهان QS در سال ۲۰۲۰ دانشگاه کارل در رده ۲۹۱ دنیا قرار گرفته‌است.همچنین در رتبه‌بندی مؤسسه تایمز در سال ۲۰۲۰ این دانشگاه رتبه ۵۰۰–۴۰۱ را در بین دانشگاه‌های جهان از آن خود کرده‌است.

## دانشکده‌ها
دانشکده‌های دانشگاه کارل شامل:
- دانشکده الهیات کاتولیک
- دانشکده الهیات پروتستان
- دانشکده حقوق
- دانشکده پزشکی
- دانشکده داروسازی
- دانشکده هنر
- دانشکده علوم
- دانشکده فیزیک و ریاضیات
- دانشکده آموزش
- دانشکده علوم اجتماعی
- دانشکده تربیت بدنی و ورزش
- دانشکده علوم انسانی

## کرسی ارمنی‌شناسی
سفارت ارمنستان در جمهوری چک و دانشگاه کارل توافق‌نامه ای را در مورد افتتاح کرسی ارمنی تحت گروه مطالعات اروپای شرقی دانشکده هنر دانشگاه کارل امضا کرده‌اند. با توجه به توافق‌نامه امضاء شده بین دولت جمهوری ارمنستان و دولت جمهوری چک در مورد همکاری در زمینه‌های فرهنگ، آموزش، علوم، جوانان و ورزش در تاریخ ۱۰ دسامبر ۲۰۱۰ و براساس سنت راه اندازی برنامه ارمنولوژی در دانشگاه کارل در پراگ، سفارت ارمنستان در جمهوری چک و دانشگاه کارل، به منظور تقویت بیشتر آموزش زبان، تاریخ، ادبیات، فلسفه و فرهنگ ارمنی، توافق کردند کرسی ارمنی تحت گروه مطالعات اروپای شرقی دانشکده هنر دانشگاه کارل را افتتاح کنند. آشوت هواکیمیان سفیر ارمنستان در چک و  میشال پولمانی رئیس دانشکده هنر دانشگاه کارل این توافق‌نامه را امضا کرده‌اند.

## رشته ایران‌شناسی
در سال ۱۳۸۹، رشته ایران‌شناسی در این دانشگاه دایر شد.